# Cơm rượu Trung quốc
Cơm rượu Trung quốc (danh pháp khoa học: Glycosmis pseudoracemosa) là một loài thực vật có hoa trong họ Cửu lý hương. Loài này được Swingle mô tả khoa học đầu tiên năm 1912.